# 마리벨 도밍게스
마리벨 과달루페 도밍게스 카스텔란(스페인어: Maribel Guadalupe Domínguez Castelán, 1978년 11월 18일 ~ )은 멕시코의 전직 여자 축구 선수이자 현 지도자로 선수 시절 포지션은 공격수였으며 2011년 팬아메리칸 게임 동메달리스트이자 멕시코 여자 대표팀 역사상 국제 A매치 최다 출전 및 최다 득점 기록 보유자이다.

## 어린 시절
1978년 11월 18일 멕시코의 수도 멕시코시티에서 태어나 찰코에서 성장했고 어린 시절에는 소년처럼 머리를 짧게 자르고 축구를 즐겼으나 아버지와 3형제는 축구를 좋아하지 않았다.
그러던 와중에 신문사에서 근무하고 있던 사진 기자에게 자신이 여자라는 사실을 밝혔으며 축구 선수 커리어를 시작했을 당시 멕시코에서는 여자 축구 리그가 없었기에 2002년 미국으로 이주한 뒤 USL W리그 참가팀인 캔자스시티 미스틱스에 입단하여 2002 시즌 29개의 공격포인트(17골·12어시스트)를 작성하며 팀의 중서부지구 우승에 기여함과 동시에 MVP 수상의 영예까지 안았다.
이후 2003 시즌에는 WUSA의 애틀랜타 비트 소속으로 18경기 7골로 활약하며 팀의 리그 준우승에 앞장선 뒤 2004년 12월 무렵 자국의 남자 축구 2부 리그인 리가 데 엑스판시온 MX의 아틀렌티코 셀라야와 2년 계약을 맺었지만 "남자 축구와 여자 축구 사이에는 명확한 차이점이 있어야 한다"는 이유로 구단 측으로부터 계약이 무효화 처리되었다.

### FC 바르셀로나 페메니
아틀렌티코 셀라야와의 계약이 무효화된 직후 2004-05 시즌 겨울 이적 시장에서 스페인 리가 F의 FC 바르셀로나 페메니로 이적하여 팀의 2004-05 시즌 리가 F 잔류에 기여했다.

### UE 레스타르티트
2006-07 시즌 겨울 이적 시장에서 스페인 테르세라 페데라시온 풋펨의 UE 레스타르티트로 트레이드되어 이 시즌에서 22골을 터뜨리며 팀의 리그 우승 및 7년만의 리가 F 복귀를 이끌었고 2007 시즌 여름 무렵 USL W 리그의 샌디에이고 선웨이브스로 잠시 이적하여 3경기 3골을 기록하며 팀의 4강 플레이오프 진출에 조금이나마 일조했다.
그 후 레스타르티트로 복귀하여 2011-12 시즌까지 팀의 주축 공격수로 활약하며 4시즌 연속 리가 F 잔류를 이끌었지만 2011-12 시즌 리그에서 18팀 중 15위로 6년만의 2부 리그로 강등되면서 팀을 떠났다.

### 스페인 리그 이후
2011-12 시즌을 끝으로 7년간의 스페인 리그 생활을 마무리한 뒤 2013 시즌에는 미국 내셔널 위민스 사커 리그 소속팀인 시카고 레드 스타스에서 활동했고 2013 시즌 종료 후 자국 여자 리그인 리가 멕시카나 데 풋볼 페메닐의 UAEH 판테라스에서도 활동하다가 11년간의 선수 생활을 마감했다.

## 국가대표팀 경력

### 멕시코 여자 대표팀
1998년 20세의 나이에 멕시코 여자 대표팀에 첫 승선한 이후 같은 해 9월에 열린 러시아와의 위민스 US컵 3차전에서 국제 A매치 데뷔골을 신고했다.
그 뒤 아르헨티나와의 1999년 FIFA 여자 월드컵 예선 대륙간 플레이오프에서 2골을 터뜨리며 멕시코 여자 축구의 사상 첫 월드컵 본선 진출에 기여한 뒤 이듬해인 1999년 FIFA 여자 월드컵 본선에도 출전하여 브라질과의 B조 조별리그 1차전에서 멕시코 여자 대표팀의 월드컵 1호골을 터뜨렸다.
그 후 3번의 CONCACAF W 챔피언십(2000, 2002, 2006)에서 무려 10골을 터뜨리며 2002년 대회와 2006년 대회 3위 입상에 기여했고 2004년 하계 올림픽 북중미카리브 지역 예선에서는 무려 15골을 폭격하며 멕시코 여자 축구의 역사상 첫 올림픽 본선 진출을 이끈 뒤 중국과의 본선 F조 1차전에서도 팀의 유일한 득점을 터뜨리며 사상 첫 올림픽 8강 진출을 이끌었다.
이후 자국에서 개최된 2011년 FIFA 여자 월드컵의 북중미카리브 지역 예선격인 2010년 CONCACAF 여자 골드컵에서도 무려 6골을 터뜨리며 팀의 준우승과 함께 12년만의 멕시코의 여자 월드컵 본선 진출을 이끌었고 그 후 2011년 FIFA 여자 월드컵 본선에도 참가하여 멕시코의 사상 첫 여자 월드컵 승점 획득(2점)에 기여한 뒤 자국에서 열린 2011년 팬아메리칸 게임에도 출전하여 팀의 동메달 획득에 이바지했다.
그리고 이듬해에 열린 과테말라와의 2012년 하계 올림픽 북중미카리브 지역 예선 B조 1차전에서 해트트릭을 작성하며 팀의 4강 진출을 이끌었지만 4강에서 캐나다에 1-3으로 완패하며 8년만의 올림픽 본선행이 좌절되고 말았다.
그 후 자국에서 열린 2014년 중앙아메리카·카리브해 경기 대회에서 5경기 2골을 터뜨리며 멕시코 여자 축구의 중앙아메리카·카리브해 경기 대회 사상 첫 금메달이자 사상 첫 국제 대회 우승을 이끌었고 2016년 하계 올림픽 북중미카리브 지역 예선에서도 무려 4골을 터뜨렸지만 미국과 코스타리카에 밀려 또 다시 올림픽 본선 진출이 좌절되었으며 이 대회를 끝으로 A매치 116경기 82골의 기록을 남긴 뒤 18년간 입었던 국가대표팀 유니폼을 반납했다.

## 지도자 경력

### 멕시코 여자 청소년 대표팀
선수 은퇴 후 2017년 멕시코 U-17 여자 대표팀의 수석 코치로 본격적인 지도자 커리어를 시작한 이후 멕시코 U-15 여자 대표팀의 사령탑으로 2018년 CONCACAF U-15 여자 챔피언십에서 팀의 준우승을 지휘한 뒤 2021년부터 2022년까지 멕시코 U-20 여자 대표팀의 사령탑을 맡으며 2022년 CONCACAF U-20 여자 챔피언십 준우승 및 8회 연속이자 통산 9번째 U-20 여자 월드컵 본선 진출을 지휘했다.

## 대회 성적

### 클럽 (선수)
애틀랜타 비트
- WUSA : 준우승 (2003)

 샌디에이고 선웨이브스
- USL W 리그 : 4강 (2007)

 UE 레스타르티트
- 테르세라 페데라시온 풋펨 : 우승 (2006-07)

### 국가대표팀 (선수)
멕시코
- CONCACAF W 챔피언십 : 준우승 (2010), 3위 (2002, 2006)
- 팬아메리칸 게임 : 동메달 (2011)
- 중앙아메리카·카리브해 경기 대회 : 금메달 (2014)

### 국가대표팀 (지도자)
멕시코 여자 U-15
- CONCACAF U-15 여자 챔피언십 : 준우승 (2018)

 멕시코 여자 U-20
- CONCACAF U-20 여자 챔피언십 : 준우승 (2022)

### 개인 수상
- USL W 리그 MVP : 2002
- USL W 리그 이주의 팀 : 2002 (3회)
- WUSA 이달의 선수 : 2003
- FIFA 올해의 선수 후보 : 2005